# Santo-Pietro-di-Venaco
Santo-Pietro-di-Venaco (korsisch San Petru di Venacu; italienisch San Pietro di Venaco) ist eine Gemeinde im französischen Département Haute-Corse auf der Mittelmeerinsel Korsika. Sie gehört zum Kanton Corte im Arrondissement Corte. Die Bewohner nennen sich Sampetracci.

## Geografie
Das Siedlungsgebiet liegt beim 2453 m hohen Monte Cardo auf durchschnittlich 860 Metern über dem Meeresspiegel und umfasst Örtlichkeiten wie Saint-Pierre, Nebita, Sambucco, Chioso, Cortanile und Toffo. Die Nachbargemeinden sind Casanova im Nordwesten und Norden, Riventosa im Nordosten, Erbajolo im Osten, Venaco im Südosten und Süden sowie Corte im Süden und im Südwesten.

## Bevölkerungsentwicklung
| Jahr      | 1800 | 1896 | 1954 | 1962 | 1968 | 1975 | 1982 | 1990 | 1999 | 2006 | 2008 | 2012 | 2019 |
| --------- | ---- | ---- | ---- | ---- | ---- | ---- | ---- | ---- | ---- | ---- | ---- | ---- | ---- |
| Einwohner | 220  | 465  | 229  | 227  | 165  | 126  | 168  | 166  | 198  | 210  | 217  | 262  | 281  |